# 没什么好怕
《沒什麼好怕》是新加坡的歌手阿杜第七張專輯，亦是他與海蝶音樂合作的最後一張專輯，於2010年2月26日發行。

## 曲目
1. 聽見牛在哭
2. 沒什麼好怕
3. 人狼
4. 完美英雄
5. 還你自由
6. 痕跡
7. 想家
8. 夜遊
9. 我在你的愛情之外
10. 差一點 (私藏搖滾版)